# Mario De Clercq
Pour les articles homonymes, voir De Clercq.
Mario De Clercq (né le 5 mars 1966 à Audenarde) est un coureur cycliste belge, spécialiste du cyclo-cross des années 1990-2000.

## Biographie
Il est le fils de René De Clercq, le père d’Angelo De Clercq et le neveu de Roger De Clercq, tous les trois coureurs cyclistes professionnels.
Il devient professionnel en 1991 et le reste jusqu'en 2004. Il participe trois fois au Tour de France.
Se spécialisant dans le cyclo-cross dans sa deuxième moitié de carrière, Mario De Clercq a été champion du monde de cyclocross en 1998, 1999 et 2002 et vainqueur de la Coupe du monde 1998-1999.
Depuis 2010, un cyclo-cross international, le GP Mario De Clercq porte son nom.

## Palmarès en cyclo-cross
1996/1997
- Oostende
- Pilzen
- Geraardsbergen

1997/1998
- Champion du monde
- Geraardsbergen
- Cyklokros Tábor
- Trofeo Mamma & Papà Guerciotti
- Zingem
- Veldegem

1998/1999
- Champion du monde
- Vainqueur de la Coupe du monde
- Schultheiss-Cup, Berlin
- Pieneuf-Val-André
- Vossem
- Contern
- Jaarmarktcross Niel
- Kasteelcross Zonnebeke
- Cyclocross Gavere
- Duinencross Koksijde
- Rijkevorsel
- Internationale Centrumcross van Surhuisterveen

1999/2000
- Koppenbergcross
- Cyklokros Tábor
- Zingem
- Zeddam
- Magstadt
- Eeklo
- Médaillé d'argent du championnat du monde

2000/2001
- Champion de Belgique de cyclo-cross
- Zingem
- Schultheiss-Cup, Berlin
- Steinmauer
- Wortegem-Petegem
- Koppenbergcross
- Médaillé de bronze du championnat du monde

2001/2002
- Champion du monde
- Champion de Belgique de cyclo-cross
- Schultheiss-Cup, Berlin
- Balan
- Dottenijs
- Wortegem-Petegem
- Essen
- Kasteelcross Zonnebeke
- Kersttrofee Hofstade
- GP Sven Nys

2002/2003
- Schultheiss-Cup, Berlin
- Harderwijk
- Ziklokross Igorre
- Wortegem-Petegem
- Veldrit Diegem
- Veldegem
- Internationale Centrumcross van Surhuisterveen
- Médaillé d'argent du championnat du monde

2003/2004
- Contern
- Châteaubernard
- Frankfurt/Main
- Bollekescross
- Zeddam
- Eymouthiers
- Pétange
- GP Adrie van der Poel
- Lanarvily
- Médaillé d'argent du championnat du monde

2004/2005
- Frankfurt/Main
- Hamburg
- Veldegem

## Palmarès sur route

### Par années
- 1991
  - 2e étape du Tour des vallées minières
  - 3e du Tour de Cologne
- 1992
  - 3e de la Flèche brabançonne
  - 3e du Grote Prijs Dr. Eugeen Roggeman
- 1993
  - 3e de la Nokere Koerse
  - 3e du Grand Prix de Wallonie
- 1994
  - 2e du Tour de Vendée
- 1995
  - Tour de Vendée
- 2002
  - 3e de la Ruddervoorde Koerse
- 2004
  - Ruddervoorde Koerse
  - Grand Prix Raf Jonckheere
  - 2e du Grand Prix Beeckman-De Caluwé

### Résultats sur les grands tours

#### Tour de France
3 participations
- 1992 : abandon (13e étape)
- 1994 : abandon (18e étape)
- 1995 : abandon (9e étape)

#### Tour d'Espagne
1 participation
- 1991 : abandon